# Steele Von Hoff
Steele Von Hoff (Mornington, Vitória, 31 de dezembro de 1987) é um ciclista australiano que foi profissional entre 2011 e 2018.
Em janeiro de 2012, foi seleccionado pela equipa nacional australiana para participar no Tour Down Under. Para a temporada de 2013 alinhou pela equipa Garmin-Sharp pertencente ao UCI ProTeam.

## Palmarés
2011 (como amador)
- 3.º no Campeonato Oceânico em Estrada

2012 (como amador)
- 1 etapa do Tour de Loir-et-Cher
- 1 etapa do Tour de Olympia
- 2 etapas do Tour de Guadalupe

2013
- 3.º no Campeonato da Austrália em Estrada

2015
- 1 etapa do Tour Down Under
- Rutland-Melton International CiCLE Classic

2016
- 1 etapa do Tour da Noruega
- 1 etapa do Tour de Sibiu